# Yendi Airport
Yendi Airport är en flygplats i Ghana.   Den ligger i regionen Norra regionen, i den nordöstra delen av landet, 400 km norr om huvudstaden Accra. Yendi Airport ligger 225 meter över havet.
Terrängen runt Yendi Airport är huvudsakligen platt. Yendi Airport ligger uppe på en höjd som går i nord-sydlig riktning. Runt Yendi Airport är det ganska glesbefolkat, med 34 invånare per kvadratkilometer. Närmaste större samhälle är Yendi, 2,0 km norr om Yendi Airport. Omgivningarna runt Yendi Airport är en mosaik av jordbruksmark och naturlig växtlighet.